# Iglesia del Oriente en China

Las iglesias de Oriente en la Edad Media: a lo largo de su viaje, los peregrinos encontraron comunidades cristianas con iglesias y monasterios para albergarlos.

La Iglesia del Oriente en China  es una rama de la Iglesia del Oriente, de doctrina nestoriana, cuya presencia está atestiguada en China, durante dos períodos: en primer lugar desde el siglo VII hasta el siglo X, y luego durante la dinastía mongol Yuan en los siglos XIII y XIV. A nivel local, la religión se conocía como Jǐngjiào (en chino tradicional, 景教; pinyin, Jǐngjiào; Wade-Giles, Ching³-chiao⁴; literalmente, ‘religión luminosa’).

## Dinastía Tang

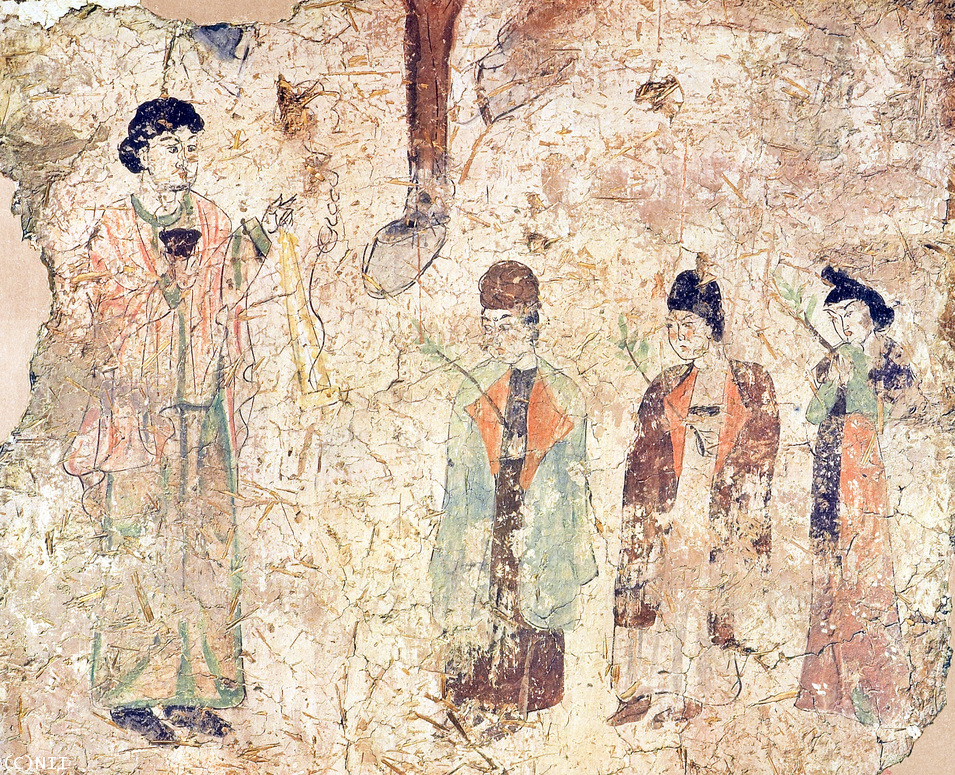
«Cristianos nestorianos en procesión del domingo de Ramos», en un en de la dinastía Tang de un templo nestoriano en Karakhoja.

Dos monjes no identificados (probablemente nestorianos de la Iglesia del Oriente que predicaban el cristianismo en la India se dirigieron a China, en el año 552 los dos monjes informan a Justiniano I del método para la elaboración de criar gusanos para la elaboración de seda y con ayuda de este emperador, contrabandearon huevos de gusano de seda de China al Imperio bizantino.

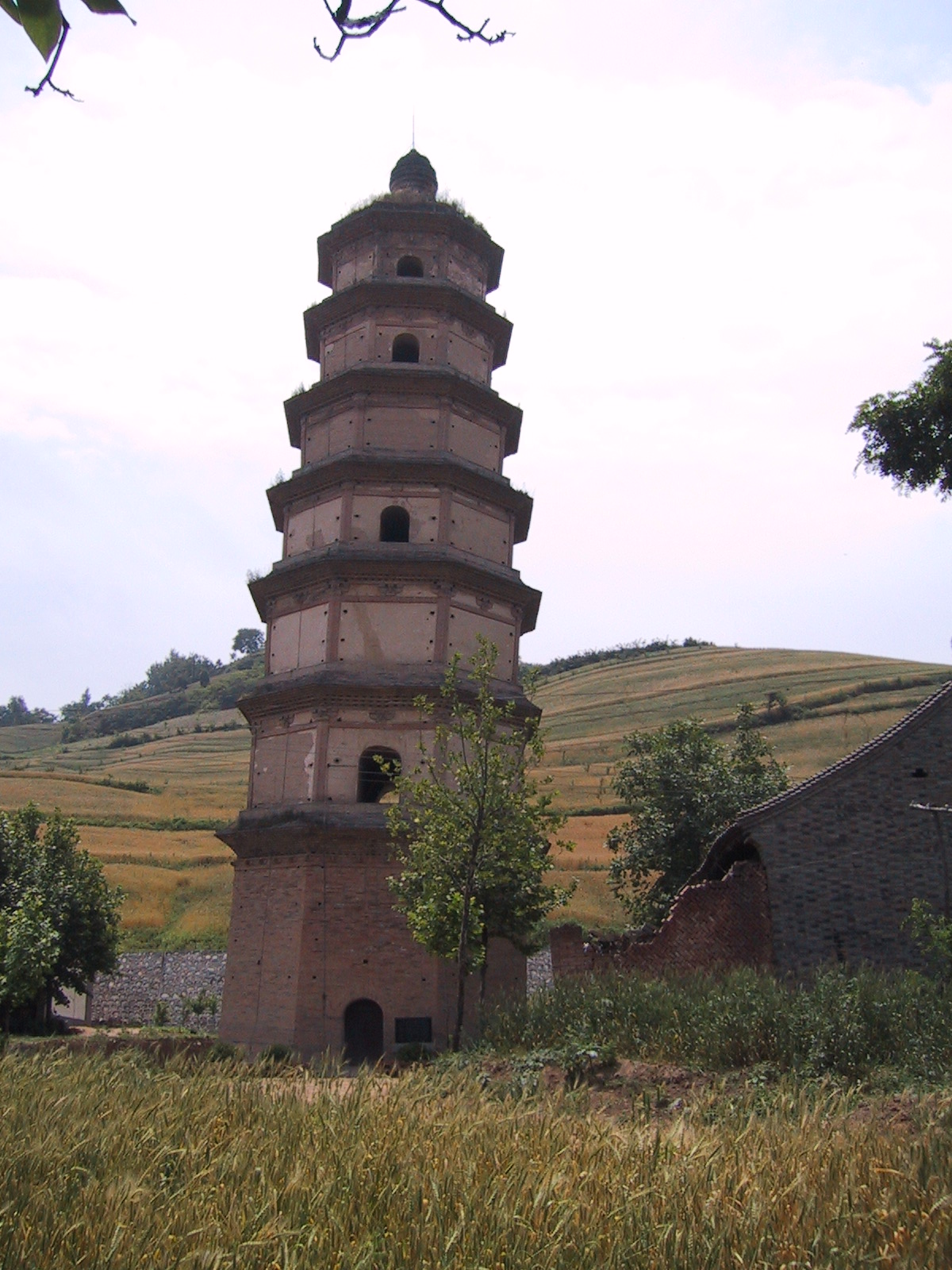
La pagoda Daqin, que forma parte de lo que probablemente fue una iglesia nestoriana construida durante la dinastía Tang, se encuentra en lo que entonces era Chang'an, ahora Xi'an.

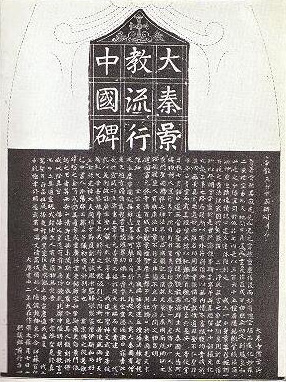
La Estela nestoriana, erigida en Chang'an el año 781.

El primer rastro de una misión cristiana en China es el del monje sirio conocido por su nombre chino de Alopen. Esta misión llegó a la capital china Chang'an (ahora Xi'an) en el 635, durante el reinado del emperador Li Shimin de la dinastía Tang. Se concedió a Alopen una tolerancia oficial y se invitó a los cristianos a traducir sus obras sagradas para la biblioteca imperial. Esta política de tolerancia fue continuada por muchos de los sucesores de Li Shimin, permitiendo que la Iglesia del Oriente prosperara en China durante más de 200 años.
China se convirtió en una provincia metropolitana de la Iglesia del Oriente, con el nombre de Beth Sinaye, en el primer cuarto del siglo VIII. Según el metropolitano sirio y escritor del siglo XIV Abdisho de Nísibis, la provincia fue establecida por el patriarca Sliba-zkha (714-728). Argumentando desde su posición en la lista de provincias exteriores, lo que implicaba una fundación del siglo VIII, y por razones históricas generales, Abdisho de Nisibe refutó las teorías de que la provincia de Beth Sinaye había sido fundada por el patriarca del siglo V Mar Ahha (410-414) o por el patriarca del siglo VI Shila (503-523).
En el 781, la comunidad cristiana de Chang'an erigió una estela, conocida como la Estela nestoriana de Xi'an, en los terrenos de un monasterio local. La estela contiene una larga inscripción en chino con glosas interlineales siríacas, compuesta por un clérigo llamado Adam, probablemente el metropolitano de Beth Sinaye. La inscripción describe el desarrollo de la misión nestoriana en China desde la llegada de Alopen. La inscripción también menciona a los archidiáconos Gigoi de Khumdan [Chang'an], Gabriel de Sarag [Luoyang], Yazdbuzid, «sacerdote y obispo del país de Khumdan», Sargis, «sacerdote y obispo del país», y el obispo Yohannan. Estas referencias confirman que la Iglesia del Oriente en China tenía una jerarquía bien desarrollada a finales del siglo VII, con obispos en las dos capitales del norte, y probablemente había otras diócesis fuera de Chang'an y Luoyang. Es poco probable que haya muchas comunidades cristianas en la China central, y Chengdu es la única ciudad del interior de China al sur del río Amarillo donde se puede confirmar la presencia nestoriana en la dinastía Tang. Y dos monasterios han sido localizados en Chengdu y en el monte Emei Shan, ambos en la provincia de Sichuan. Poco después, Tomás de Marga menciona al monje David de Bet Abe, que fue metropolitano de Beth Sinaye durante el reinado del patriarca Timoteo I (780-823). También se dice que Timoteo consagró una metrópoli para el Tíbet (Bet Tuptaye), una provincia que ya no se menciona después.
La provincia de Beth Sinaye fue mencionada por última vez en el 987 por el escritor árabe Ibn al-Nadim, que informa de la noticia que dio un monje nestoriano que había regresado recientemente de China de que «el cristianismo acababa de desaparecer en China, los cristianos indígenas habían perecido de alguna manera, la iglesia que habían utilizado había sido destruida, y únicamente quedaba un cristiano en el país». Este colapso de la Iglesia del Oriente en China coincidió con la caída de la dinastía Tang, que dio lugar a un período tumultuoso -conocido como las Cinco Dinastías y los Diez Reinos-.
Docenas de textos cristianos han sido traducidos del siríaco al chino. Únicamente unos pocos han sobrevivido. Son generalmente conocidos como los Sutras de Jesús o documentos de Jingjiao. Uno de los textos sobrevivientes, el Zunjing o Libro de Alabanza (尊經), enumera unos 35 libros que han sido traducidos al chino. Entre estos libros se encuentran algunas traducciones de las Escrituras, entre ellas el Pentateuco (牟世法王經) - El Génesis es conocido como 渾元經, los Salmos (多惠聖王經), el Evangelio (阿思瞿利容經), los Hechos de los Apóstoles (傳化經), y una colección de epístolas paulinas (寳路法王經). Estas traducciones de las Escrituras no han sobrevivido. Sin embargo, tres libros cristianos no escriturales listados en el Zunjing se encuentran entre los manuscritos de Jingjiao descubiertos a principios del siglo XX: el Sutra sobre el Origen de los Orígenes, el Sutra de la Felicidad Última y Misteriosa y el Himno de la Perfección de las Tres Majestades -también llamado Gloria in Excelsis Deo-. Se han descubierto otros dos manuscritos de Jingjiao que no figuran en el Zunjing: el Sutra de Oír al Mesías y el Tratado del Dios Único.

## Imperio mongol

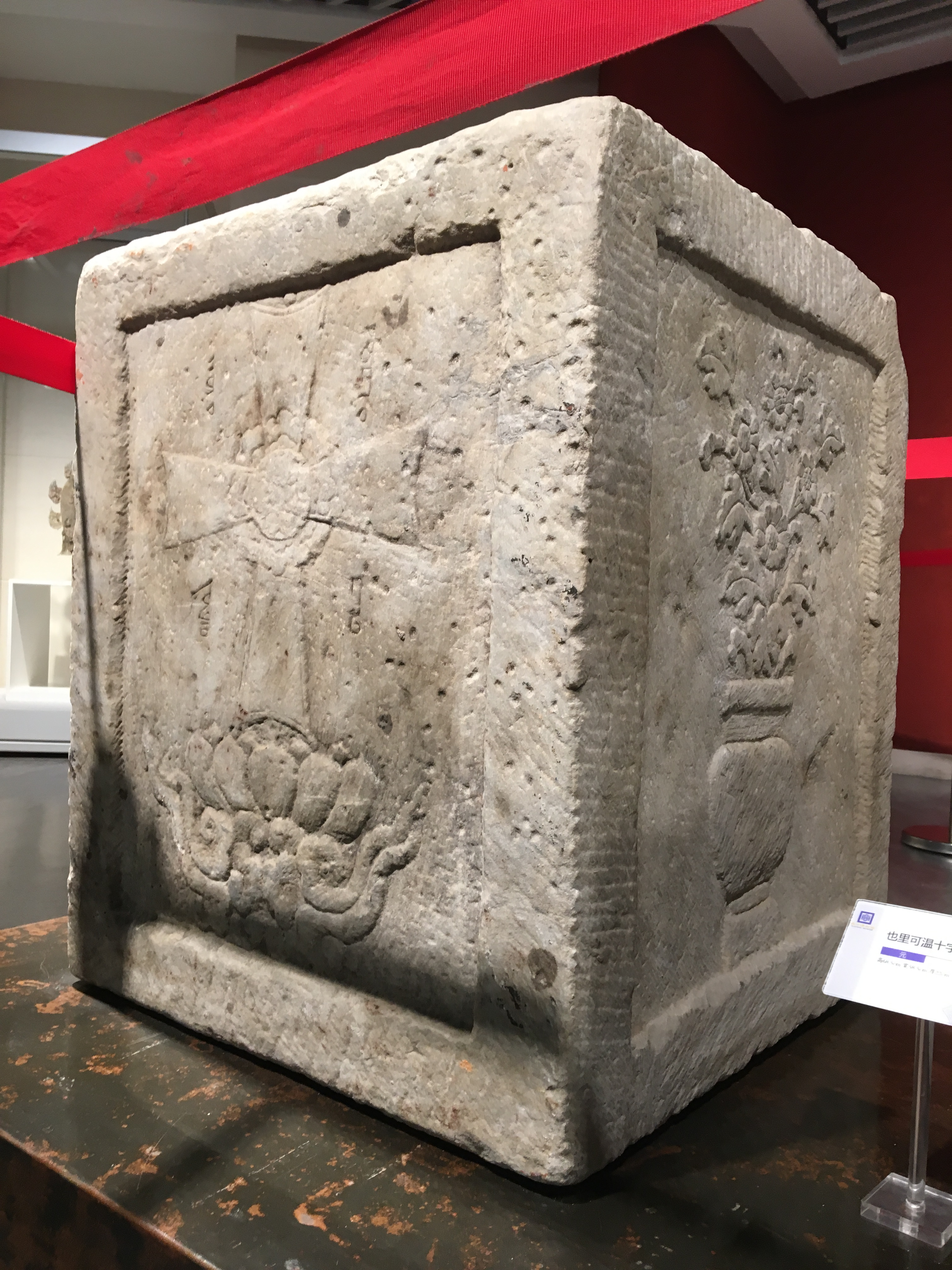
Inscripción en una piedra china de una cruz cristiana nestoriana de un monasterio del distrito de Fangshan en Pekín -en aquella época llamado Dadu (大都) o Janbalic-, que data de la dinastía Yuan (1271-1368) de la China medieval.

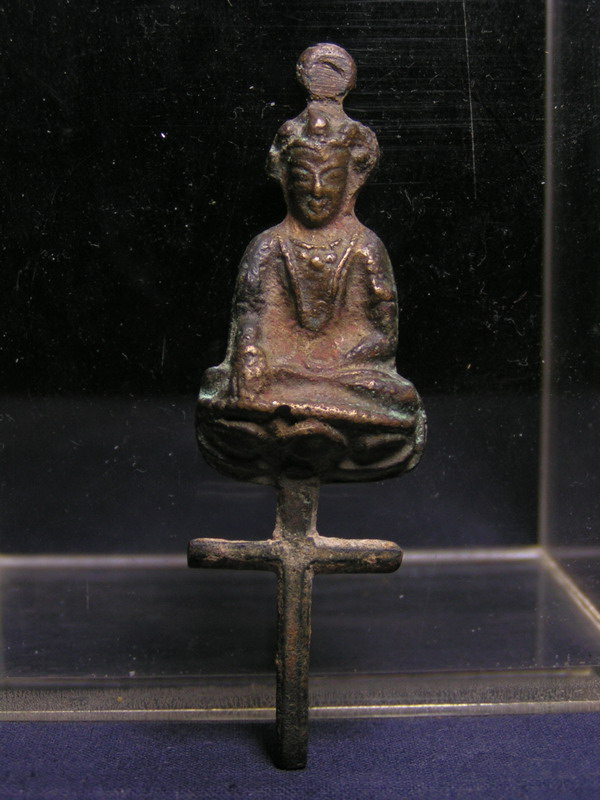
Bodhisattva como figurilla sentada en una cruz nestoriana reliquia de la era Imperial, probablemente de la dinastía Yuan.

La evangelización de la Iglesia Oriental tuvo un gran éxito bajo el Imperio mongol (1279-1368) después de que la invasión mongola de China en el siglo XIII permitiera a la iglesia regresar a China. A finales de siglo, se habían creado dos nuevas provincias metropolitanas para China: Tangut y 'Katai y Ong'.
La provincia de Tangut cubría el noroeste de China y su metrópoli parece haber estado ubicada en Almaliq. Es evidente que la provincia tenía varias diócesis, aunque ya no se puedan localizar, ya que el metropolitano Shem'on Bar Qaligh de Tangut fue arrestado por el patriarca Denha I poco antes de su muerte en 1281 «junto con varios de sus obispos».
La provincia de Katai y Ong, que parece haber reemplazado a la antigua provincia de Bet Sinaí de la dinastía Tang, cubría el norte de China y el país de la tribu cristiana Ongut alrededor de la gran curva del río Amarillo. Los metropolitanos de Katai y Ong se establecieron probablemente en Janbalic, la capital de Mongolia. El patriarca Yahballaha III se crio en un monasterio en el norte de China en la década de 1270, y los metropolitanos Giwargis y Nestoris se mencionan en su biografía. El propio Yahballaha III fue consagrado Metropolita de Katai y Ong por el patriarca Denha I poco antes de su muerte en 1281.
Durante la primera mitad del siglo XIV, había comunidades cristianas nestorianas en muchas ciudades de China, y en la provincia de Katai y Ong fueron probablemente varias diócesis sufragáneas. En 1253, William de Rubrouck mencionó a un obispo nestoriano en la ciudad de 'Segin -Xijing el Datong moderno en la provincia de Shanxi-. La tumba de un obispo nestoriano nombrado Shlemun, quien murió en 1313, fue descubierta recientemente en Quanzhou, en la provincia de Fujian . El epitafio de Shlemun lo describe como «el administrador de cristianos y maniqueos de Manzi (sur de China)». Marco Polo había informado previamente sobre la existencia de una comunidad maniquea en Fujian, inicialmente considerada cristiana, y no es sorprendente encontrar a esta pequeña minoría religiosa representada oficialmente por un obispo cristiano.
La Iglesia del Oriente en China se redujo considerablemente a mediados del siglo XIV por varias razones:
- Persecuciones por parte de los musulmanes: varios contemporáneos, incluyendo el legado apostólico Giovanni de Marignolli, mencionan el asesinato del obispo latino Richard y seis de sus compañeros en 1339 o 1340 por una turba musulmana en Almaliq, la capital de Tangut, y la conversión forzada de los cristianos de la ciudad al Islam.[16]
- Epidemia de peste: las últimas lápidas de dos cementerios sirios orientales descubiertos en Mongolia a finales del siglo XIX datan del 1342, y varias de ellas, conmemoran las muertes durante una epidemia de peste en 1338.[17]
- Expulsiones: en China, las últimas referencias de los cristianos sirios y latinos orientales datan de la década de 1350, y es probable que todos los cristianos extranjeros fueran expulsados de China poco después de la revolución de 1368, que sustituyó a la dinastía mongola Yuan por la dinastía xenófoba Ming.[18]
- El catolicismo también se desarrolló a expensas de los nestorianos durante la dinastía Yuan.

Los mongoles llamaron a los cristianos nestorianos -especialmente a los sacerdotes nestorianos- Arka′un o Erke′un, que luego se aplicó a todos los cristianos en general -incluidos los católicos-; el cristianismos  Yělǐkěwēn jiào también podría haber sido utilizado para el Míng jiào (maniqueísmo) y algunas otras religiones de la región de Jiangnan.

## SiglosXXyXXI
En 1998, la Iglesia asiria del Oriente envió al obispo Gewargis III a China. Una visita posterior a Hong Kong llevó a la Iglesia asiria a declarar: «después de 600 años, la liturgia eucarística, según la anáfora de Mar Addai y Mari, se celebró en la capilla del Seminario Teológico Luterano la noche del miércoles 6 de octubre de 2010». Esta visita fue seguida dos años más tarde, por invitación de la comunidad Jǐngjiào, por una visita del obispo Awa Royel, acompañado por un sacerdote y un diácono, a Xi'an en octubre de 2012. El sábado 27 de octubre, se celebró la Sagrada Eucaristía en arameo por este obispo, asistido por el reverendo Genard y el diácono Allen en una de las iglesias de la ciudad.